# Pierre Haski
Pierre Haski (Tunisi, 8 aprile 1953) è un giornalista francese. Cofondatore di Rue 89. È stato vicedirettore del periodico Libération dal gennaio 2006 al 2007. Scrive per L'Obs. Nel 2017 è diventato presidente dell'associazione Reporter senza frontiere.

## Biografia
Nato in Tunisia, si è formato presso il Centre de formation des journalistes de Paris in Francia.
Ha iniziato la carriera giornalistica nel 1974 per l'Agence France-Presse, come corrispondente in Sudafrica dal 1976 al 1980. Dal 1981 è passato al quotidiano Libération, in un primo momento quale responsabile della sezione Africa, poi tra il 1988 e il 1993 incaricato nella sezione diplomatica. Per il giornale è stato corrispondente dal Sud Africa, da Gerusalemme (1993-1995) e dalla Cina (2000-2005). Dal 2000 al 2005 mentre era a Pechino ha tenuto il blog Mon Journal de Chine (Il mio giornale di Cina), che tuttavia è stato bloccato dalle autorità cinesi dopo un provvedimento di censura. Ha pubblicato con Yan Ma, The Diary of Ma Yan: The Struggles and Hopes of a Chinese Schoolgirl. con l'editore HarperCollins. Dal gennaio 2006 al 2007 è stato vicedirettore di Libération.
Dopo essere fuoriuscito da Libération nel marzo 2007 ha fondato il giornale internet Rue 89 insieme a Arnaud Aubron, Michel Lévy-Provençal, Laurent Mauriac, Nicole Pénicaut e Pascal Riché. Nel settembre 2007, ha lavorato anche per il canale radio Europe 1.
Inoltre, dal lunedì al venerdì dopo il giornale radio delle 8:00, cura la rubrica quotidiana dedicata alla geopolitica della matinale dell'emittente radiofonica France Inter.

## Pubblicazioni
- L'Afrique blanche, Le Seuil, 1987
- Israël, Milan, 1997
- David Gryn (Ben Gourion), Autrement, 1997
- Le Journal de Ma Yan, Ramsay, 2001
- Ma Yan et ses sœurs,  Ramsay, 2004
- Le Sang de la Chine, Éditions Grasset & Fasquelle, 2005, edizione italiana Il sangue della Cina, Sperling & Kupfer, traduttore Viezzer D., 2006,ISBN 8820040522
- Cinq ans en Chine, Les Arènes, 2006
- Prefazione di Droits humains en Chine, le revers de la médaille, Autrement, 2008
- Internet et la Chine, Seuil, Collection Médiathèque, 2008